# 沢原梧郎
沢原 梧郎（澤原 梧郎、さわはら ごろう、1916年（大正5年）3月14日 - 没年不明）は、日本の実業家、広島県多額納税者。辰栄工業会長。

## 人物
広島県呉市出身。沢原亮吉の長男。沢原俊雄の孫。1941年、慶應義塾大学経済学部経済学科卒業。1948年3月より1952年3月まで呉市公安委員並びに委員長を務める。1963年7月より1978年7月まで広島県公安委員並びに委員長を務める。
呉三田会会長を務める。趣味は洋楽。宗教は真宗。住所は広島県呉市長ノ木町。

## 家族・親族
沢原家

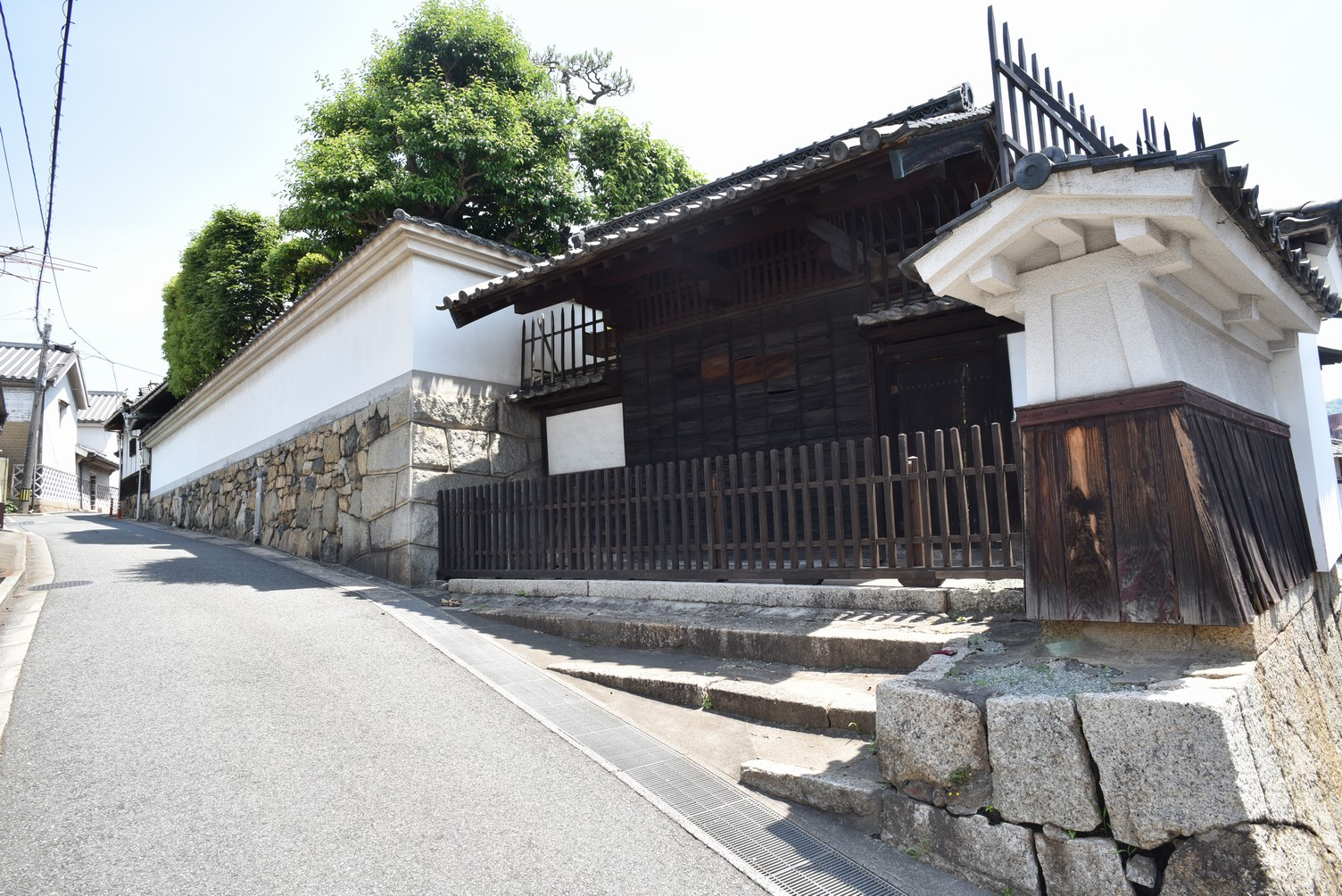
旧澤原家住宅（呉市長ノ木町）

- 曽祖父・為綱（1839年 - 1923年、農業、崇徳銀行頭取、広島県多額納税者、貴族院議員）
- 祖父・俊雄（1865年 - 1942年、商業、農業、貸地貸金業、資産家、広島県多額納税者、大地主、貴族院議員、呉市長、沢原銀行頭取）
- 父・亮吉（1888年 - 1920年、沢原銀行代表）[4]
- 母・整（1894年 - ?、島根、堀藤十郎の四女）[4]
- 妻・照子（1921年 - ?）[1]
- 長男（辰栄工業勤務）[1]
- 二男（辰栄工業勤務）[1]